# Tralahuapi
Tralahuapi o Tralaguapi es un caserío rural de origen Mapuche en la comuna de Panguipulli ubicado en la Península de Huichoco, entre los lagos Calafquén y Pullinque, próximo al caserío de Curihue.
Aquí se encuentra la Escuela Tralahuapi.

## Controversia ambiental
Tras la intención de la Central Hidroeléctrica Pullinque, filial de la empresa italiana Green Power, para aumentar el nivel de las aguas del Lago Pullinque lo que generaría la inundación de tierras de más de 70 familias indígenas, la comunidad de Curihue y Tralahuapi se movilizaron el año 2014 exigiendo a la empresa una indemnización histórica.

## Accesibilidad y transporte
Tralahuapi se encuentra a 25,6 km de la ciudad de Panguipulli a través de la Ruta 203.